# IC 2089
IC 2089 — галактика типу Sm (змішана спіральна галактика) у сузір'ї Столова Гора.
Цей об'єкт міститься в оригінальній редакції індексного каталогу.